# Oostelijke zwarte neushoorn
De oostelijke zwarte neushoorn (Diceros bicornis michaeli) is een van de nog levende ondersoorten van de zwarte neushoorn. De wetenschappelijke naam van deze ondersoort werd voor het eerst geldig gepubliceerd door Ludwig Zukowsky in 1965.

## Status
Deze ondersoort van de zwarte neushoorn staat op de Rode Lijst van de IUCN te boek als in kritiek gevaar, omdat de aantallen in drie generaties met meer dan 90% zijn gekrompen. In 2011 bevonden zich 594 individuen van deze ondersoort in Kenia, waar de aantallen in de jaren ervoor weer iets waren gestegen. In Tanzania bevonden zich in datzelfde jaar 88 individuen en buiten het natuurlijke verspreidingsgebied (in Zuid-Afrika) bevinden zich nog eens 60 individuen. Met deze aantallen is dit de zeldzaamste ondersoort van de zwarte neushoorn. De oostelijke zwarte neushoorn heeft ernstig te lijden van de stroperij en kan zich alleen handhaven onder strikte bescherming.